# Space Generation Advisory Council
 (janvier 2021).
La mise en forme du texte ne suit pas les recommandations de Wikipédia : il faut le « wikifier ».
Les points d'amélioration suivants sont les cas les plus fréquents. Le détail des points à revoir est peut-être précisé sur la page de discussion.
- Les titres sont pré-formatés par le logiciel. Ils ne sont ni en capitales, ni en gras.
- Le texte ne doit pas être écrit en capitales (les noms de famille non plus), ni en gras, ni en italique, ni en « petit »…
- Le gras n'est utilisé que pour surligner le titre de l'article dans l'introduction, une seule fois.
- L'italique est rarement utilisé : mots en langue étrangère, titres d'œuvres, noms de bateaux, etc.
- Les citations ne sont pas en italique mais en corps de texte normal. Elles sont entourées par des guillemets français : « et ».
- Les listes à puces sont à éviter, des paragraphes rédigés étant largement préférés. Les tableaux sont à réserver à la présentation de données structurées (résultats, etc.).
- Les appels de note de bas de page (petits chiffres en exposant, introduits par l'outil «  Source ») sont à placer entre la fin de phrase et le point final[comme ça].
- Les liens internes (vers d'autres articles de Wikipédia) sont à choisir avec parcimonie. Créez des liens vers des articles approfondissant le sujet. Les termes génériques sans rapport avec le sujet sont à éviter, ainsi que les répétitions de liens vers un même terme.
- Les liens externes sont à placer uniquement dans une section « Liens externes », à la fin de l'article. Ces liens sont à choisir avec parcimonie suivant les règles définies. Si un lien sert de source à l'article, son insertion dans le texte est à faire par les notes de bas de page.
- La présentation des références doit suivre les conventions bibliographiques. Il est recommandé d'utiliser les modèles {{Ouvrage}}, {{Chapitre}}, {{Article}}, {{Lien web}} et/ou {{Bibliographie}}. Le mode d'édition visuel peut mettre en forme automatiquement les références.
- Insérer une infobox (cadre d'informations à droite) n'est pas obligatoire pour parachever la mise en page.

Pour une aide détaillée, merci de consulter Aide:Wikification.
Si vous pensez que ces points ont été résolus, vous pouvez retirer ce bandeau et améliorer la mise en forme d'un autre article.
Pour les articles homonymes, voir SGAC.
Le Space Generation Advisory Council - in support of the United Nations Programme on Space Applications est une organisation non gouvernementale (ONG) et un réseau professionnel qui a pour but de « représenter les points de vue des étudiants et jeunes professionnels du secteur spatial auprès des Nations unies, des agences spatiales et autres organisations ».
Le SGAC a pour objectif de connecter, d'inspirer, d'engager et de défendre les intérêts des étudiants et travaille à sensibiliser la prochaine génération de professionnels du secteur spatial à l'échelle internationale. Le réseau du SGAC représente actuellement plus de 15000 membres dans 150 pays, faisant de cette organisation le plus grand réseau mondial d'étudiants et de jeunes professionnels de l'industrie spatiale. Le SGAC fonctionne dans les 6 langues officielles des Nations unies bien que la langue officielle soit l'anglais.
L'objectif principal du SGAC est d'être la « voix de la nouvelle génération du secteur spatial » auprès du Bureau de l'ONU pour les Affaires extra-atmosphériques (UNOOSA) et d'autres organisations internationales grâce à son statut d'observateur auprès du Comité des Nations unies pour l'utilisation pacifique de l'espace extra-atmosphérique (UNCOPUOS). Depuis 2018, le SGAC est également partenaire officiel de l'International Astronautical Federation (IAF). Dans ces rôles, le SGAC assure l'implication et l'engagement de ses membres dans le développement d'une politique spatiale progressive qui soutient l'avancement de l'humanité par le biais d’utilisation pacifique de l'espace. Le SGAC a également été présent lors du Sommet de la politique spatiale - une réunion de représentants de gouvernements et de directeurs d'agences spatiales pour discuter du futur de l'exploration spatiale. De plus, le SGAC a également contribué au Green Paper de l'Union européenne sur la politique spatiale.
Le SGAC permet à ses membres de :
- Faire entendre leur voix auprès des dirigeants de haut niveau des Nations unies, des gouvernements nationaux, des agences spatiales, de l'industrie et des universités.

- Accéder à des conférences, des événements de sensibilisation et des rassemblements à fort impact dans le monde entier, y compris des événements de mise en réseau avec des partenaires stratégiques de l'industrie spatiale.

- Contribuer à des groupes de recherche/réflexion multidisciplinaires sur des sujets tels que l'espace et la cybersécurité, le droit et la politique de l'espace, l'exploration spatiale, la sécurité et la durabilité de l'espace et la médecine spatiale.

- Accéder à des bourses, concours et récompenses.

- Accéder à l'actualité du secteur spatial, y compris les événements récents, les offres d'emploi ciblées et les possibilités de développement de carrière.

En tant qu'organisation à but non lucratif, la SGAC compte sur le parrainage et le soutien d'organisations gouvernementales, non gouvernementales et industrielles, ainsi que sur le soutien de dons de particuliers. La SGAC est constamment à la recherche de sponsors généraux et de partenaires de projets, s'efforçant de garantir qu'ils reflètent la diversité de l’organisation.
Le SGAC a été fondé en 1999 durant le forum pour la jeunesse lors de la Conférence UNISPACE III (la troisième conférence des Nations unies pour l'exploration et l'utilisation pacifique de l'espace) à Vienne (Autriche). Plus de 160 jeunes de 60 pays avaient participé au forum, qui se tint en parallèle des séances de l'UNISPACE III.

## Histoire
En décembre 1997, le Secrétariat du United Nations Office for Outer Space Affairs a invité l'International Space University (ISU) à organiser un forum dans le cadre de la conférence UNISPACE III, en juillet 1999 à Vienne. Le résultat a été le Space Generation Forum (SGF), où 160 jeunes de 60 pays différents ont discuté de sujets liés aux progrès de l'exploration spatiale, notamment : la science, l'ingénierie, la technologie, le droit, l'éthique, l'art, la littérature, l'anthropologie et l'architecture. Plus de 100 visions et idées ont été générées pendant la conférence, sous forme de recommandations. Les dix idées les plus percutantes ont été intégrées dans la "Declaration of the Space Generation" qui a été approuvée par la plénière d'UNISPACE III en tant que rapport technique du FPS. Sur ces dix recommandations, cinq ont été adoptées dans la Déclaration de Vienne sur l'espace et le développement humain. L'une des recommandations était de "créer un conseil pour soutenir le Comité des Nations Unies sur les utilisations pacifiques de l'espace extra-atmosphérique, en sensibilisant les jeunes adultes et en leur permettant d'échanger de nouvelles idées". L'objectif est d'utiliser la créativité et la vigueur des jeunes générations pour faire progresser l'humanité grâce aux utilisations pacifiques de l'espace. C'est à partir de là qu'a été créé le Space Generation Advisory Council in Support of the United Nations Programme on Space Applications.
Depuis sa création, le SGAC a connu une croissance rapide. En 2001, le SGAC a obtenu le statut d'observateur permanent auprès de l’UNCOPUOS et en 2003, le SGAC a obtenu le statut consultatif auprès du United Nations Economic and Social Council. L'organisation a officiellement ouvert son siège à l'Institut Européen de Politique Spatiale (ESPI) en 2005 à Vienne et a engagé son premier employé rémunéré en 2006. Aujourd'hui, le réseau professionnel de l'organisation est composé de plus de 15 000 membres de 168 pays dans 6 régions géographiques différentes.

## Vision et Objectifs
La vision directrice du SGAC est "d'utiliser la créativité et la vigueur des jeunes générations pour faire progresser l'humanité par l'utilisation pacifique de l'espace". En outre, l'organisation déclare que "[nous] croyons que la voix des étudiants et des jeunes professionnels devrait être entendue dans la création d'une politique spatiale internationale. En tant que ceux qui deviendront les principaux décideurs politiques, fournisseurs et utilisateurs de l'espace, nous pensons qu'il est impératif que leur opinion soit prise en compte".
Le but premier du SGAC est de "donner accès à nos membres pour qu'ils puissent exprimer leurs pensées, leurs points de vue et leurs opinions sur l'orientation de la politique spatiale internationale". Les autres objectifs sont les suivants :
- Entreprendre des projets sur des sujets clés pertinents pour les membres du SGAC et pour la politique spatiale internationale.
- Présenter le point de vue des étudiants universitaires et des jeunes professionnels dans le monde entier.
- Offrir un forum dynamique dans lequel les étudiants universitaires et les jeunes professionnels peuvent approfondir leurs connaissances des questions de politique spatiale internationale, créer des réseaux et réfléchir de manière créative à l'orientation future de l'utilisation de l'espace par l'humanité.

## Organisation
Le SGAC est dirigé par le Conseil Exécutif du SGAC, qui se compose de 2 Co-Chairs élus ainsi que de 12 Coordinateurs Régionaux élus (2 par région des Nations unies). Le Conseil Exécutif est soutenu par un Comité Exécutif nommé, qui est composé d'un trésorier, d'un responsable exécutif, de deux co-secrétaires et d'autres membres de l'équipe exécutive. Le reste de l'organisation est composé des Points de Contact Nationaux, jusqu'à deux par pays participant, et des 15 000 membres qui soutiennent le réseau du SGAC.
Une Assemblée Générale se tient chaque année et réunit les Points de Contact Nationaux et le Conseil Exécutif pour approuver ou rejeter les propositions présentées par le Conseil Exécutif et pour modifier les statuts de l'organisation.
Le SGAC travaille avec de nombreuses organisations extérieures liées à l'espace dans le monde entier. La liste des partenaires de la SGAC comprend des organisations de l'industrie, du gouvernement, des universités et d'autres organisations à but non lucratif.
L'organisation reçoit des conseils de son Advisory Board et Honorary Board.

### Advisory Board
L’Advisory Board du SGAC est conçu pour donner une orientation et des conseils stratégiques au SGAC afin d’aider à guider l'organisation dans la réalisation de ses buts et objectifs. Il fournit un retour d'information sur le travail de l'organisation et suggère des moyens d'améliorer ses fonctions et son engagement. L’Advisory Board est composé de 12 membres, chacun d'entre eux ayant un mandat de deux ans. Les membres du conseil consultatif sont des membres influents de la communauté spatiale internationale et sont de fervents défenseurs des objectifs et de la vision du SGAC.

### Honorary Board
L’Honorary Board du SGAC est composé d'éminentes personnalités qui ont servi l'organisation dans le passé et que la SGAC souhaite "reconnaître pour la poursuite d'objectifs similaires à ceux du SGAC".

### Executive Director
Le directeur exécutif du SGAC est responsable de :
- de représenter la SGAC lors d'événements et de conférences internationaux tels que le Congrès international d'astronautique (IAC) et les Nations unies (notamment lors des sessions annuelles du Comité des Nations unies sur les utilisations pacifiques de l'espace extra-atmosphérique),
- diriger l'élaboration et l'exécution de la stratégie du SGAC,
- travailler en étroite collaboration avec les équipes du SGAC sur le développement et la facilitation des opportunités pour les membres du SGAC dans le secteur spatial,
- la mobilisation de nouveaux partenariats et, en particulier, la recherche de possibilités de financement afin d'assurer la viabilité financière de l'organisation.

### Operations Manager
Le Responsable des Opérations du SGAC est chargé de soutenir la gestion des opérations du SGAC. Cela comprend la planification, la programmation et la gestion des projets, la gestion des capacités et de l'utilisation, la délégation du travail pour atteindre les objectifs fixés et le suivi de l'état d'avancement des travaux en cours des différentes équipes du SGAC.

### Chairs
Les 2 Co-Chairs du SGAC sont élus pour un mandat de deux ans par le Comité Exécutif du SGAC et sont chargés de diriger le Comité Exécutif et de superviser les activités du personnel du SGAC, les obligations contractuelles et les activités financières.

### Regional Coordinators
Les Coordinateurs Régionaux du SGAC sont membres du Comité Exécutif. Ils coordonnent les activités dans leur région, supervisent le travail des Points de Contact Nationaux, ont le droit de vote sur les questions relatives à la SGAC au sein du Comité Exécutif et élisent les Co-Chairs de l'organisation.

## Activités

### Implification avec les Nations Unies
Les produits des événements et des groupes de projet du SGAC façonnent la politique spatiale à tous les niveaux et ont été référencés par d'autres délégations au COPUOS des Nations unies. L'objectif est d'articuler et d'encadrer une nouvelle vision à long terme pour l'espace qui s'aligne - dans la mesure du possible et de manière cohérente avec l'Agenda spatial des Nations unies - sur les vues de la future génération de dirigeants du secteur spatial.
- UN Committee on the Peaceful Use of Outer Space (COPUOS). Le SGAC a le statut d'observateur permanent au sein du COPUOS des Nations unies et est régulièrement présent à sa réunion annuelle (en juin) et aux réunions de ses deux sous-comités : juridique (en mars) et scientifique et technique (en février). En tant que l'un des 20 observateurs permanents du COPUOS, le SGAC contribue aux activités et aux équipes d'action du COPUOS. Le SGAC contribue à la discussion en faisant des déclarations et des présentations sur les différents travaux que le réseau du SGAC produit tout au long de l'année. Cela inclut le compte-rendu des recommandations recueillies lors du Congrès annuel de la génération spatiale, du Forum de fusion de la génération spatiale et des événements régionaux et locaux.
- UN Office of Outer Space Affairs (OOSA). Le SGAC collabore avec l'OOSA pour promouvoir les ateliers des Nations unies et aider les membres du SGAC à participer à diverses conférences dans le monde entier. Le partenariat du SGAC avec l'OOSA se manifeste également à travers ses réseaux.
- UN Economic and Social Committee (ECOSOC). Le SGAC est membre du Comité Economique et Social des Nations unies depuis 2003. À ce titre, le SGAC assiste chaque année à l'Assemblée Générale des Nations unies et représente les jeunes professionnels et les étudiants universitaires dans cet important forum mondial. Les représentants du SGAC au sein de l'ECOSOC rendent compte des recommandations importantes de tous les États membres de l'ONU.
- Space Generation Forum 2.0 (SGF 2.0). En 2018, le SGF 2.0 a été organisé pour célébrer près de deux décennies depuis le premier SGF du SGAC (maintenant SGC) à UNISPACE III en 1999. Le Forum s'est tenu à Vienne les 16 et 17 juin 2018, alors que la communauté spatiale internationale se réunissait pour le Forum de haut niveau, UNISPACE+50 et la 61e session du COPUS. Sept groupes de travail ont été créés en prenant en considération les quatre piliers (économie de l'espace, diplomatie de l'espace, société de l'espace, accessibilité de l'espace) et les sept priorités thématiques qui représentent le cadre dans lequel UNISPACE +50 a été développé.
- Space for Youth Competition. En 2019, l‘UNOOSA et le SGAC ont lancé le concours "Espace pour la jeunesse" destiné aux étudiants et aux jeunes professionnels. Le concours vise à apporter de nouvelles idées et propositions pour relever les défis climatiques en utilisant l'espace, contribuant ainsi aux objectifs de développement durable (SDG) des Nations unies. Au niveau des Nations unies, le développement et l'engagement des jeunes sont des questions transversales dans l'Agenda 2030 pour le développement durable. La stratégie des Nations unies pour la jeunesse, lancée par le secrétaire général en septembre 2018, reconnaît que l'autonomisation, le développement et l'engagement des jeunes sont des objectifs ainsi qu'un moyen de construire un monde meilleur[6].

### Evènements
- Space Generation Congress (SGC). Le SGAC organise un événement annuel appelé le SGC, qui se tient en conjonction avec l’International Astronautical (IAC) organisé par l’International Astronautical Federation (IAF). L'événement est suivi par environ 150 étudiants et de jeunes professionnels passionnés par le spatial. Les participants sont des membres de la SGAC sélectionnés par un processus de candidature. Avec le SGC, le SGAC vise à aiguiser et à promouvoir la voix des étudiants et des jeunes professionnels sur le thème du développement spatial international. Le congrès explore de nombreux thèmes, notamment : l'agence, l'industrie, la société, l'exploration et la vulgarisation. Les résultats et les recommandations du congrès sont présentés aux Nations unies, lors des réunions du COPUOS de l'année suivante. Le SGC se tient chaque année dans un lieu différent. Cela s'explique par le fait que le congrès se tient en même temps que l’IAC.
- Space Generation Fusion Forum (SGFF). Le premier SGFF a eu lieu en conjonction avec le National Space Symposium les 15 et 16 avril 2012 au Colorado, aux États-Unis, dans la station balnéaire de Broadmoor. Depuis, le SGFF est devenu un événement annuel en conjonction avec le Space Symposium du Colorado, aux États-Unis. Le SGFF offre à la prochaine jeune génération de dirigeants du secteur spatial issus du gouvernement, de l'industrie et du monde universitaire l'occasion de se réunir pour échanger des points de vue sur des sujets d'actualité liés à l'espace par le biais de panels interactifs. Le programme permet également à ces hauts délégués de nouer des contacts entre eux ainsi qu'avec les dirigeants actuels du secteur spatial, qui prennent la parole et animent les panels. Le SGFF offre une atmosphère idéale pour la discussion sur la collaboration internationale puisque les participants viennent du monde entier.
- SGx. En partenariat avec la Future Space Leaders Foundation (FSLF) et SATELLITE, SGx est un événement axé sur la technologie qui réunit de jeunes professionnels, des experts de l'industrie et des dirigeants gouvernementaux pour discuter de questions urgentes et d'idées novatrices de manière passionnante.
- Regional Events. Cette série d’évènements a été lancée dans le but de donner aux membres l'occasion de partager des perspectives régionales sur les activités spatiales. Il s'agit de grands événements régionaux qui rassemblent des étudiants et de jeunes professionnels pour discuter des opportunités et des défis actuels et futurs du secteur spatial dans une perspective régionale. Par le biais de ces ateliers, le SGAC vise à promouvoir la voix de la prochaine génération de leaders du secteur spatial dans chacune des six régions.
- Local Events. L'augmentation des événements locaux du SGAC, SG[Country] par exemple, a conduit à un engagement dans de nombreux nouveaux pays. À leur tour, les événements locaux constituent l'épine dorsale des activités du SGAC dans un pays et contribuent grandement à relier la communauté spatiale mondiale. L'élargissement de l'introduction de listes de diffusion nationales et la tenue d'événements ont également aidé les points de contact nationaux à développer le réseau local qui les soutient depuis quelques années.
- Evènements en ligne. Les groupes de projet du SGAC, les points de contact nationaux et les autres membres de l'équipe du SGAC organisent régulièrement des webinaires du SGAC et d'autres activités en ligne. Les webinaires sont un excellent moyen pour la SGAC de générer du contenu pour augmenter la présence en ligne ainsi que de se connecter et de s'engager avec la communauté mondiale. Ils permettent également d'atteindre un public beaucoup plus large et de rendre les activités du SGAC accessibles à tous dans le monde entier.

### Groupes de Travail (Project Groups)[7]
Le SGAC est divisé en plusieurs groupes thématiques, appelés Project Group (PG). Chaque PG est consacré à un sujet distinct lié à l'espace (voir ci-dessous) et sert de plateforme au sein de laquelle la jeune communauté spatiale peut partager ses opinions, discuter et débattre des questions d'actualité. Cette structure est conçue pour consolider l'expertise qui existe au sein du réseau du SGAC et pour tirer parti des connaissances, des compétences et des capacités ciblées des jeunes leaders de l'espace afin de traiter des sujets pertinents pour la promotion pacifique de l'espace. Cette structure assure également - et améliore - la coordination entre les différents segments de l'organisation.
En 2020, l'organisation a 10 PG actifs :
- Commercial Space Project Group. Ce PG se comprend comme un forum et un groupe de réflexion sur des sujets concernant l'utilisation commerciale et la commercialisation des activités spatiales pour les membres de la jeune génération. Les intérêts de recherche du groupe portent sur 1) le contexte de l'espace commercial, 2) les modèles de l'espace commercial et les segments de marché, 3) le rôle de la politique et du droit dans la formation de l'industrie de l'espace commercial et 4) les modèles d'affaires / l'esprit d'entreprise. Outre la recherche universitaire, l'objectif du groupe est de motiver et de soutenir la participation des jeunes aux activités spatiales commerciales, par le biais de concours, de tables rondes, de webinaires et autres.
- Space Law and Policy Project Group. Ce PG a été créé à l'été 2012 à l'initiative de membres du SGAC qui suivent une formation juridique et font carrière à l'intersection de la profession juridique et de l'industrie spatiale. Ouvert à tous les membres du SGAC, le groupe sert de forum pour les jeunes professionnels et les étudiants universitaires intéressés qui souhaitent travailler ensemble pour faire entendre leur voix dans le débat mondial sur les aspects juridiques et politiques de l'espace. Consacré à l'étude et au traitement des questions actuelles du droit et de la politique de l'espace au niveau national et international, et à l'anticipation des questions probables du droit et de la politique de l'espace dans les prochaines décennies, le groupe de projet poursuivra des projets pertinents pour le domaine du droit et de la politique de l'espace, et pour la communauté spatiale internationale au sens large.
- Near Earth Object Project Group (NEO). Le PG a pour mission d'aider la communauté mondiale de défense planétaire à relever l'un des plus grands défis de la nature. Le groupe fournit une perspective jeune sur la défense planétaire par le biais de rapports annuels, de concours, de participation à des conférences et de projets de sensibilisation du public liés aux objets proches de la Terre.
- Space Safety and Sustainability Project Group (SSS). L'environnement spatial est un domaine international et exige des efforts de collaboration de la part de toutes les nations spatiales pour assurer la sécurité et la durabilité de cet environnement. Il est donc essentiel que la communauté spatiale soit plus largement sensibilisée à une culture internationale de la sécurité et de la durabilité de l'espace.  Ce PG contribue à établir le plus haut degré d'uniformité possible dans les réglementations et les normes, les procédures et l'organisation concernant la sécurité et la durabilité de l'espace. Pour ce faire, il organisera des réunions, des rapports, des présentations lors de conférences, des concours et des projets de sensibilisation.
- Small Satellites Project Group (SSPG). Les petits programmes par satellite sont particulièrement intéressants car ils sont "abordables". Ce PG s'adresse à de nouveaux acteurs tels que les pays en développement, les étudiants et les amateurs. Le SGAC reconnaît l'évolution du paysage de l'exploration spatiale à l'aide de petits satellites et a créé le groupe de projet sur les petits satellites.
- Space Exploration Project Group (SEPG). Ce PG se concentre sur les missions en cours et futures dans l'espace lointain, avec ou sans équipage. L'objectif principal du groupe est de créer un forum international et interdisciplinaire axé sur différents aspects de l'exploration spatiale, notamment : le développement des technologies et des capacités d'exploration ; l'amélioration de la sécurité ; les performances des sciences spatiales, terrestres et appliquées ; la recherche de la vie ; la stimulation de l'expansion économique, et bien d'autres encore. L'accent est mis sur la feuille de route pour l'exploration mondiale (GER) actuellement élaborée par 14 agences spatiales dans le monde. La stratégie GER reflète l'effort international visant à préparer l'exploration spatiale en collaboration, en commençant par la Station spatiale internationale, en poursuivant jusqu'à la Lune, en étudiant les astéroïdes proches de la Terre et en ayant pour objectif ultime la préparation d'une mission avec équipage vers Mars.
- Ethics and Human Rights Project Group (EHR). La vision de ce groupe de projet est d'identifier comment la technologie spatiale peut contribuer au mieux à la réalisation des objectifs des Nations unies en matière de droits de l'homme et de développement durable. En même temps, le groupe de projet sera une plate-forme pour la diversité des peuples qui composent le secteur spatial afin d'aider à façonner son développement pour qu'il soit représentatif de l'humanité entière.
- Space Medicine and Life Sciences Project Group (SMLS). Ce PG sur la médecine spatiale et les sciences de la vie vise à fournir une plate-forme internationale, interprofessionnelle et interdisciplinaire aux jeunes professionnels qui s'intéressent à la médecine spatiale et aux sciences de la vie. Le groupe offre aux étudiants et aux jeunes professionnels un moyen de participer aux activités en cours dans le secteur de la médecine spatiale, afin d'optimiser la santé humaine sur Terre, en orbite basse et au-delà. En outre, le SMLS vise à incuber et à soutenir les idées de la prochaine génération pour résoudre les problèmes de santé actuels.
- Space Technologies for Earth Applications (STEA). Ce PG vise à offrir un forum mondial et interdisciplinaire aux étudiants et aux jeunes professionnels qui s'intéressent à l'application des technologies spatiales pour améliorer la vie sur Terre.

- Space & Cybersecurity Project Group. Ce PG suit les résultats du groupe de travail sur l'espace et la cybersécurité lors de d’un évènement (ESGW) organisé à Bucarest en 2018, pour souligner la nécessité de réfléchir à la nature de l'espace et de la cybersécurité, aux priorités des gouvernements et des institutions internationales, à la question de savoir si les données doivent rester à source ouverte ou si leur disponibilité doit être limitée, aux solutions techniques possibles aux défis posés ci-dessus, ainsi qu'à la forme et à l'origine des menaces pour la cybersécurité dans l'espace.

### Bourses[8]
Dans sa quête pour accroître la contribution et l'engagement des jeunes sur les questions spatiales internationales, le SGAC s'efforce de fournir des ressources financières à ses membres. Le SGAC accorde de nombreuses bourses d'études tout au long de l'année à des étudiants universitaires et à de jeunes professionnels. Ces bourses permettent à un plus grand nombre de membres de prendre part au processus d'élaboration de la politique spatiale internationale, qu'il s'agisse d'assister et de faire des présentations à l’UNCOPUOS, de participer au congrès annuel du SGAC, au Congrès international d'astronautique (IAC) ou à des séminaires sur des questions spécifiques dans le monde entier. La page des bourses du SGAC publie régulièrement les possibilités de bourses disponibles pour participer à ces différents évènements.

### Développement professionnel
À l'exception des 2 personnels rémunérés - le Directeur Exécutif et le Responsable des Opérations du SGAC - tous les postes de direction et les membres du SGAC sont au service de l'organisation sur une base volontaire. Le SGAC publie chaque mois des postes vacants qui peuvent être consultés sur la page des postes vacants de la SGAC. Le volontariat au sein du SGAC permet aux membres d'être reconnus internationalement comme faisant partie de la direction de l'organisation sur la page web de l'équipe de la SGAC et offre des possibilités de se développer en tant que leader dans le secteur spatial.
Le SGAC offre également aux organisations liées à l'espace la possibilité de publier des offres d'emploi directement sur le site web de la SGAC par le biais du tableau d'affichage des offres d'emploi du SGAC.

### Programme Mentoring et Alumni
Le programme Alumni SGAC a été lancé lors du Space Generation Forum 2.0 en 2018 (après une série d'activités réussies pour les anciens de 2015 à 2018) pour aider à renouer avec les anciens du SGAC et utiliser le potentiel du réseau des anciens du SGAC pour soutenir d'autres activités du SGAC. Les Alumni SGAC sont des membres du SGAC (avec un compte enregistré sur le site web) qui se soucient de la mission et de la vision de la SGAC, mais qui ont dépassé la limite d'âge de la SGAC (au-delà de leur 36e anniversaire). La SGAC organise une série d'activités pour aider à mettre en relation ses membres actuels avec les anciens de la SGAC et contribue à faciliter le partage des connaissances et des expériences dans ce contexte. Ces activités comprennent les réunions des anciens de la SGAC, l'événement SGAC : Through the Generations, Alumni Spotlight, et le mentorat des membres de la SGAC en tant que conseillers pour différents projets.
Lors du Space Generation Fusion Forum 2.0 qui s'est tenu à Vienne en juin 2018, l'une des principales recommandations présentées en reconnaissance de l'UNISPACE+50 est de favoriser le développement et le soutien du secteur spatial par le biais du mentorat. En réponse à cette recommandation, le SGAC a créé un programme de mentorat pour ses membres. Ce programme a pour but de mettre les membres du SGAC en contact avec des experts du domaine spatial, notamment par le biais de notre vaste réseau d'anciens du SGAC. Grâce à ce programme de mentorat, la SGAC espère que ses membres pourront recevoir un soutien et des conseils au fur et à mesure qu'ils progressent dans leur carrière.